# Desestalinização
A Desestalinização refere-se ao processo de eliminação do culto da personalidade e do sistema político stalinista criado pelo líder soviético Josef Stalin. A Desestalinização começou tecnicamente em 1953 após a morte de Stalin, mas não era oficial até 1956, quando ocorreu o discurso secreto de Nikita Khrushchev, então secretário do Comitê Central da União Soviética, durante o XX Congresso do Partido Comunista da União Soviética.

## A morte de Stalin
Em 5 de março de 1953, Stalin morreu em decorrência de uma hemorragia cerebral. Com sua morte, Stalin foi sucedido por uma liderança coletiva. Os homens fortes da central soviética na altura eram Lavrenti Beria (a cargo do Ministério do Interior), Nikita Khrushchev (Primeiro Secretário do Comitê Central do Partido Comunista) e Georgi Malenkov (Premier da União Soviética). 

## Início da Desestalinização
O processo de Desestalinização começou com o fim do trabalho forçado em grande escala na economia. O processo de libertar prisioneiros dos Gulags foi iniciado por Beria, mas em julho de 1953 ele foi detido e processado por "atividades criminosas contra o partido e o Estado". Condenado à pena máxima como traidor, foi executado em 23 de dezembro pelo general Pavel Batitsky. Malenkov, em 1955, também foi afastado de seu cargo por ter sido próximo a Beria. Khrushchev emergiu então como o mais poderoso político soviético. 
No discurso "Sobre o culto à personalidade e suas consequências" para a sessão fechada do XX Congresso do Partido Comunista da União Soviética em 25 de fevereiro de 1956, Khrushchev chocou seus ouvintes denunciando o regime ditatorial e o culto da personalidade de Stalin. Ele também atacou os crimes cometidos pelos associados de Lavrenti Beria. 
A movimentação de Khrushchev para eliminar a influência da esfera pública de Stalin continuou até o final da década de 1950. Seus esforços foram marcados pela remoção do nome de Stalin das cidades, monumentos e instalações que tinham sido nomeados ou renomeados em homenagem a ele; o processo atingiu seu pico durante o XXII Congresso do Partido Comunista da União Soviética, de 1961. Dois atos climáticos de Desestanilinização marcaram as reuniões: a primeira em 31 de outubro, quando o corpo de Stalin foi removido de seu mausoléu na Praça Vermelha e enterrado, e a segunda em 11 de novembro, quando a cidade heróica de Stalingrado foi renomeada para Volgogrado.